# Bryum atrovirens
Bryum atrovirens là một loài Rêu trong họ Bryaceae. Loài này được Brid. mô tả khoa học đầu tiên năm 1803.